# Campeonato europeo de hockey sobre patines masculino de 1928
El III Campeonato europeo de hockey sobre patines masculino de 1928 se celebró en Herne Bay (Inglaterra) en 1928. Fue organizado por el Comité Europeo de Hockey sobre Patines. La selección de Inglaterra ganó su tercer título.

## Equipos participantes
|            |
| Inglaterra |
| Francia    |
| Alemania   |
| Suiza      |
| Bélgica    |
| Italia     |

## Resultados
|            | Bandera de Inglaterra | Bandera de Suiza | Bandera de Francia | Bandera de Bélgica | Bandera de Alemania | Bandera de Italia |
| ---------- | --------------------- | ---------------- | ------------------ | ------------------ | ------------------- | ----------------- |
| Inglaterra |                       |                  |                    |                    |                     |                   |
| Suiza      | 1-7                   |                  |                    |                    |                     |                   |
| Francia    | 3-5                   | 5-1              |                    |                    |                     |                   |
| Bélgica    | 1-9                   | 1-2              | 3-4                |                    |                     |                   |
| Alemania   | 1-8                   | 2-2              | 0-5                | 2-0                |                     |                   |
| Italia     | 1-5                   | 1-1              | 2-3                | 1-3                | 3-4                 |                   |

## Clasificación
| Equipo     | Pts | PJ | PG | PE | PP | GF | GC | DG  |
| ---------- | --- | -- | -- | -- | -- | -- | -- | --- |
| Inglaterra | 10  | 5  | 5  | 0  | 0  | 34 | 7  | +27 |
| Francia    | 8   | 5  | 4  | 0  | 1  | 20 | 11 | +9  |
| Alemania   | 5   | 5  | 2  | 1  | 2  | 9  | 18 | -9  |
| Suiza      | 4   | 5  | 1  | 2  | 2  | 7  | 16 | -9  |
| Bélgica    | 2   | 5  | 1  | 0  | 4  | 8  | 18 | -10 |
| Italia     | 1   | 5  | 0  | 1  | 4  | 8  | 16 | -8  |